# Saison 3 de Henry Danger
Chronologie
Saison 2 Saison 4
Cet article présente les épisodes de la troisième saison de la série télévisée américaine Henry Danger diffusée du 17 septembre 2016 au 7 octobre 2017 sur Nickelodeon.
En France, la troisième saison est diffusée du 5 juillet 2017 au 27 avril 2018 sur Nickelodeon France.

## Distribution

### Acteurs principaux
- Jace Norman (VF : Gauthier de Fauconval) : Henry Hart / Kid Danger
- Cooper Barnes (VF : Nicolas Matthys) : Raymond « Ray » Manchester / Captain Man
- Sean Ryan Fox (VF : Bruno Borsu) : Jasper Dunlop
- Riele Downs (VF : Elsa Poisot) : Charlotte
- Ella Anderson (VF : Nancy Philippot) : Piper Hart

### Acteurs récurrents
- Jeffrey Nicholas Brown (VF : Marc Weiss) : Jake Hart, père de Henry
- Kelly Sullivan (VF : Maia Baran) : Siren Hart, mère de Henry
- Joe Kaprielian (VF : Thibaut Delmotte) : Sidney
- Matthew Zhang (VF : Illyas Mettiouil) : Oliver
- Michael D. Cohen (VF : Peppino Capotondi) : Schwoz
- Jill Benjamin : Sharonda Shapen

### Invités
- Frankie Grande : Frankini
- Zoran Korach : Goomer

## Épisodes

### Épisode 1:La Piñata de la Mort
- États-Unis : 17 septembre 2016 sur Nickelodeon
- France : 5 juillet 2017 sur Nickelodeon France

- États-Unis : 1,82 million de téléspectateurs[1] (première diffusion)

- Michael D. Cohen : Schwoz
- Carrie Barrett : Mary Gaperman
- Saylor Bell : Marla
- Winston Story : Trent Overunder

### Épisode 2:Les Muffins de l'amour
- États-Unis : 24 septembre 2016 sur Nickelodeon
- France : 6 juillet 2017 sur Nickelodeon France

- États-Unis : 1,90 million de téléspectateurs[2] (première diffusion)

- Michael D. Cohen : Schwoz
- Courtney Henggeler : Gwen

### Épisode 3:Bienvenue au Bidule Show!
- États-Unis : 1er octobre 2016 sur Nickelodeon
- France : 7 juillet 2017 sur Nickelodeon France

- États-Unis : 1,60 million de téléspectateurs[3] (première diffusion)

- Jeffrey Nicholas Brown : Mr. Hart
- Michael D. Cohen : Schwoz
- Tristen MacDonald : Ms. Tanner
- Kayla Madison : Jana

### Épisode 4:Il faut sauver Jasper
- États-Unis : 8 octobre 2016 sur Nickelodeon
- France : 9 juillet 2017 sur Nickelodeon France

- États-Unis : 1,78 million de téléspectateurs[4] (première diffusion)

- Jill Benjamin : Miss Shapen
- Andrew Caldwell : Mitch Bilsky
- Henry Dittman : Mr. Sugarman
- Matthew Zhang : Oliver

### Épisode 5:Le vote
- États-Unis : 5 novembre 2016 sur Nickelodeon
- France : 8 juillet 2017 sur Nickelodeon France

- États-Unis : 1,60 million de téléspectateurs[5] (première diffusion)

- Michael D. Cohen : Schwoz
- Carrie Barrett : Mary Gaperman
- Saylor Bell : Marla
- Jill Benjamin : Miss Shapen
- Joe Kaprielian : Sidney
- Alec Mapa : Jack
- Winston Story : Trent Overunder
- Matthew Zhang : Oliver

### Épisodes 6 et 7:Super assistant cherche super pouvoir
Première partie :
- États-Unis : 11 novembre 2016 sur Nickelodeon
- France : 13 juillet 2017 sur Nickelodeon France

Deuxième partie :
- États-Unis : 11 novembre 2016 sur Nickelodeon
- France : 14 juillet 2017 sur Nickelodeon France

- États-Unis : 3.16 millions de téléspectateurs[6] (première diffusion)

- Michael D. Cohen : Schwoz
- Carrie Barrett : Mary Gaperman
- Danielle Morrow : Kooschtello
- Jeremy Rowley : Schwahbbit
- Winston Story : Trent Overunder
- Tommy Walker : Drex

### Épisode 8:Trampo-prisonnier
- États-Unis : 3 décembre 2016 sur Nickelodeon
- France : 16 juillet 2017 sur Nickelodeon France

- États-Unis : 2.50 millions de téléspectateurs[7] (première diffusion)

- Michael D. Cohen : Schwoz
- Andrew Caldwell : Mitch Bilsky
- Matthew Zhang : Oliver

### Épisode 9:Rencard traquenard
- États-Unis: 11 février 2017 sur Nickelodeon
- France : 19 juillet 2017 sur Nickelodeon France

- États-Unis : 2.06 millions de téléspectateurs[8] (première diffusion)

- Kelly Sullivan : Mrs. Hart
- Jeffrey Nicholas Brown : Mr. Hart
- Jill Benjamin : Miss Shapen
- Annalisa Cochrane : Noelle

### Épisodes 10 et 11:Les envahisseurs de l'espace
Première partie :
- États-Unis : 11 mars 2017 sur Nickelodeon
- France : 17 juillet 2017 sur Nickelodeon France

Deuxième partie:
- États-Unis : 18 mars 2017 sur Nickelodeon
- France : 18 juillet 2017 sur Nickelodeon France

Première partie:
- États-Unis : 2.56 millions de téléspectateurs[9] (première diffusion)

Deuxième partie:
- États-Unis : 1,65 million de téléspectateurs[10] (première diffusion)

- Jeffrey Nicholas Brown : Mr. Hart
- Michael D. Cohen : Schwoz
- Michael C. Alexander : Neil
- Carrie Barrett : Mary Gaperman
- Emma Shannon : Kelsey
- Winston Story : Trent Overunder
- Jeff Witzke : Jim

### Épisode 12:Alerte au gaz
- États-Unis : 25 mars 2017 sur Nickelodeon
- France : 20 juillet 2017 sur Nickelodeon France

- États-Unis : 1,79 million de téléspectateurs[11] (première diffusion)

- Michael D. Cohen : Schwoz
- Carrie Barrett : Mary Gaperman
- Jill Benjamin : Miss Shapen
- Winston Story : Trent Overunder
- Matthew Zhang : Oliver

### Épisode 13:Colériques anonymes
- États-Unis : 8 avril 2017 sur Nickelodeon
- France : 15 février 2018 sur Nickelodeon France

- États-Unis : 1,65 million de téléspectateurs[12] (première diffusion)

- Kelly Sullivan : Mrs. Hart
- Jeffrey Nicholas Brown : Mr. Hart
- Michael D. Cohen : Schwoz
- Carrie Barrett : Mary Gaperman
- Winston Story : Trent Overunder

### Épisode 14:Le permis de Vol
- États-Unis : 15 avril 2017 sur Nickelodeon
- France : 20 avril 2018 sur Nickelodeon France

- États-Unis : 1,72 million de téléspectateurs[13] (première diffusion)

### Épisode 15:La maladie de Schwoz
- États-Unis : 22 avril 2017 sur Nickelodeon
- France : 16 février 2018 sur Nickelodeon France

- États-Unis : 1,83 million de téléspectateurs[14] (première diffusion)

- Kelly Sullivan : Mrs. Hart
- Jeffrey Nicholas Brown : Mr. Hart
- Michael D. Cohen : Schwoz

### Épisode 16:Coincé!
- États-Unis : 29 avril 2017 sur Nickelodeon
- France : 24 avril 2018 sur Nickelodeon France

- États-Unis: 1,72 million de téléspectateurs[15] (première diffusion)

- Jeffrey Nicholas Brown : Mr. Hart
- Michael D. Cohen : Schwoz
- Ryan Grassmeyer : Jeff

### Épisodes 17 et 18:Cauchemar En Direct
Première partie:
- États-Unis : 23 septembre 2017 sur Nickelodeon
- France : 26 avril 2018 sur Nickelodeon France

Deuxième partie:
- États-Unis : 30 septembre 2017 sur Nickelodeon
- France : 27 avril 2018 sur Nickelodeon France

Première partie :
- États-Unis: 1,57 million de téléspectateurs[16] (première diffusion)

Deuxième partie :
- États-Unis : 2.22 millions de téléspectateurs[17] (première diffusion)

- Frankie Grande : Frankini
- Jeffrey Nicholas Brown : Mr. Hart
- Michael D. Cohen : Schwoz
- Zoran Korach : Goomer
- Joe Kaprielian : Sidney
- Matthew Zhang : Oliver

### Épisode 19:Les Ballons de la Haine
- États-Unis : 30 septembre 2017 sur Nickelodeon*
- France : 25 avril 2018 sur Nickelodeon France

- États-Unis : 1,61 million de téléspectateurs[18] (première diffusion)

- Jeffrey Nicholas Brown : Mr. Hart
- Michael D. Cohen : Schwoz
- Izabella Alvarez : Sharon
- Amber Bela Muse : Nurse Cohort
- Mike Ostroski : Dr Minyak
- Samuel Sadovnik : Benny

### Épisode 20:Swellview a beaucoup de talent
- États-Unis : 9 septembre 2017 sur Nickelodeon
- France : 23 avril 2018 sur Nickelodeon France

- États-Unis: 1,65 million de téléspectateurs[19] (première diffusion)

- Jeffrey Nicholas Brown : Mr. Hart
- Michael D. Cohen : Schwoz
- Charlie Burg : Steven Sharp
- Kevin Railsback : Danny Chest